# Salon des réalités nouvelles
El Salon des Réalités Nouvelles es un espacio cuyo objetivo es la promoción del arte concreto, arte no figurativo o arte abstracto. Su sede es París.
Su organización corre a cargo de los propios artistas de la histórica Association Réalités Nouvelles.
Fue fundado en 1946 por el amante del arte Fredo Sidés y los artistas Sonia Delaunay, Nelly van Doesburg, Auguste Herbin, Felix del Marle, Jean Arp y Pevsner. Relanzado posteriormente por los críticos de arte Michel Ragon, Michel Seuphor o Pierre Descargues el Salón conoce un rápido éxito y acoge también el arte geométrico y el concreto a través de artistas como Jean Dewasne o Victor Vasarely, y artistas no figurativos como Pierre Soulages, Georges Mathieu, Vieira da Silva o Robert Motherwell.
Desde 1956, todas las tendencias de abstracción están representadas incluidas formas de figuraciones alusivas.
La expresión "nuevas realidades" nació bajo la pluma de Guillaume Apollinaire en 1912 para designar la abstracción. Otra hipótesis presentada por Jean-Louis Ferrier es que las "nuevas realidades" sean un derivado de la expresión del propio Robert Delaunay, quien dijo "haber creado la forma que mejor expresa nuestra Realidad Moderna".
Las salas de exhibición del Salón de París fueron sucesivamente el Museo de Arte Moderno de la Ciudad de París (1946-1969), el Parque Floral de Vincennes (1971-1978), el Museo de Luxemburgo (1979), el Centro Louvre Street (1980-1981), el espacio Nesle, París 6 (1982-1983), el Grand Palais (1984-1993), el espacio Eiffel-Branly (1994-2000), el Espace Auteuil (2001-2003), el Parque floral de París (desde 2004).

## Listado no exhaustivo de artistas que han expuesto en el Salón
- Henri-Georges Adam
- Nadir Afonso
- Fermin Aguayo
- Josef Albers
- Pierre Alechinsky (de 1956 a 1964)
- Nicolas Alquin
- Karel Appel (1968)
- Carmelo Arden Quin
- Jean Arp (1946)
- Nasser Assar
- Genevieve Asse
- Jean-Michel Atlan (salon 1947)

B
- François Baron-Renouard (1951)
- Tristan Bastit
- Willi Baumeister (1946)
- William Baziotes (1948)
- Hanna Ben-Dov
- Roger Bensasson
- Rosette Bir
- Julius Bissier (1948)
- Roger Bissière
- Albert Bitran
- Pierrette Bloch
- Andre Bloc (1949)
- Daniel Buren (1965)
- Alberto Burri (1949)
- Jacques Busse (presidente de 1981 a 1991)
- Laurent Bout (2012)

C
- Agustín Cárdenas
- Anita de Caro
- Jean Cardot (1966)
- Albert Chaminade
- Roger Chastel
- Saloua Raouda Choucair (1950)
- Corneille
- Jean-Michel Coulon
- Carlos Cruz-Diez

D
- Alan Davie
- Jo Delahaut (1947)
- Olivier Debré
- Beauford Delaney (1963)
- Robert Delaunay (1946, homenaje)
- Sonia Delaunay  (1946)
- Theo van Doesburg (1946, homenaje)
- César Domela (1946)
- Marcel Duchamp
- Raymond Duchamp-Villon (1946, homenaje)
- Suzanne Duchamp (1946)
- Natalia Dumitresco

E
- Equipo 57

F
- Jean Fautrier
- Luis Feito
- Robert Fontené (1946), presidente de 1956 a 1980
- Sam Francis (1963)
- Otto Freundlich (1946, hommage)

G
- Marcel Gili
- Émile Gilioli (1947)
- Albert Gleizes (1946)
- Henri Goetz (1948)
- Leon Golub
- Jean Gorin
- Adolph Gottlieb (1948)
- Josep Guinovart

H
- Hans Haacke  (1966)
- Hans Hartung  (1946)
- Auguste Herbin (1946)
- Barbara Hepworth (1947)
- Carmen Herrera (pintora)
- Gottfried Honegger

I
- Albert Irvin (2006)
- Michèle Iznardo
- Alexandre Istrati

J
- Robert Jacobsen (1947)
- Elvire Jan (1961)
- Paul Jenkins (1963)
- François Jousselin

K
- Vassily Kandinsky (1939, 1946, homenaje)
- Ellsworth Kelly (1950, 1951)
- Ladislas Kijno (1961)
- Chuta Kimura
- William Klein (1954)
- Franz Kline  (1963)
- Georges Koskas (1951, 1954)
- František Kupka (1946)
- Xavier Krebs

L
- Bengt Lindström
- Xavier Longobardi

M
- Marino de Teana  (1959)
- Alberto Magnelli  (1946)
- Raymond Mason  (1949)
- Joan Mitchell  (1963-1966)
- Raymond Moisset (1957 à 1994, 1995, homenaje)
- Piet Mondrian (1939, Salon 1946, homenajee)
- Moholy-Nagy (1947)
- Marie Morel (1977)
- François Morellet (1958 et 1959)
- Richard Mortensen (1948)
- Robert Motherwell (1947)
- Zoran Mušič (1958)

N
- Juan Navarro Ramón (1951, 1952, 1954, 1955, 1961)
- Nina Negri (Salon 1962)
- Aurélie Nemours
- Béatrice Nodé-Langlois (1992, 1993, 1996)
- Henri Nouveau (1946)

0
- Xavier Oriach i Soler (1985, 1986, 1987, 1988, 1991)
- Assumpció Oristrell i Salvà
- Olive Tamari (1946-1954)

P
- Felicia Pacanowska
- Vera Pagava
- Kjell Pahr-Iversen
- Ervin Patkaï
- Jacqueline Pavlowsky
- Ruggero Pazzi
- Orlando Pelayo
- Francis Pellerin (1960)
- Alicia Penalba
- Anton Pevsner (1946)
- Francis Picabia (1946)
- Pablo Picasso (1966)
- Jean-Pierre Pincemin
- Serge Poliakoff (1946)
- Joan Puig Manera

Q
- Bernard Quentin
- Nicole Quétin

R
- Albert Rafols-Casamada
- Serge Rezvani
- Jean-Paul Riopelle
- Jean-Pierre Rives
- Antoni Ros Blasco
- Mimmo Rotella (1951)
- Jean Rustin

S
- Jacint Salvadó
- Paolo Scheggi (1966)
- Gerard Schneider (1946)
- Nicolas Schöffer (1948)
- Kurt Schwitters (1946)
- Pino della Selva (1952)
- Eusebio Sempere[4]
- Michel Seuphor (1958)
- Inés Silva (1970)
- Pierre Soulages  (1948)
- Gianfranco Spada
- Nancy Spero (1963)
- André Stempfel
- Árpád Szenes

T
- Jean-Pierre Tanguy
- Antoni Tapies (1967)
- Sophie Taeuber-Arp (1946, homenaje)
- Hamid Tibouchi
- Jean Tinguely (1955)
- Ann Tiné (1990, homenaje)
- Luis Tomasello (1959)

U
- Raoul Ubac

V
- Geer van Velde
- Georges Vantongerloo (1946)
- Victor Vasarely  (1948)
- Maria Elena Vieira da Silva (1946)
- Jacques Villon (1946)
- Antonino Virduzzo
- Claude Viseux (de 1953 a 1966)
- Paul Virilio (1961)

W
- Isabelle Waldberg
- Madeleine Weber
- François Willi Wendt (de 1946 a 1970)
- Wols (1947)

Y
- Jean-Pierre Yvaral

Z
- Irène Zack
- Léon Zack
- Zao Wou-Ki
- Xavier Zevaco
- Jacques Zivy (2017, homenaje)